# Сарычев, Александр Викторович
Александр Викторович Са́рычев (род. 27 марта 1952) — депутат Государственной Думы РФ 4 и Государственной Думы РФ 5 созывов, депутат Тюменской областной Думы (2001).

## Биография
Родился 27 марта 1952 года в Сызрани (ныне Самарской области). В 1970—1972 проходил службу в Советской армии. Работал в нескольких нефтегазовых управлениях в РСФСР.
В 1978 году окончил Куйбышевский политехнический институт. В 1984 году стал функционером КПСС. В 1994 году стал руководителем Сургутского района.
В 1999 году закончил Восточный институт экономики, гуманитарных наук, управления и права. В 2001 году избирался депутатом Тюменской облдумы.
Избирался в ГД РФ. В Госдуме работает заместителем председателя комитета по местному самоуправлению Является кандидатом экономических наук.

## Награды
- медаль «За освоение недр и развитие нефтегазового комплекса Западной Сибири»
- медаль ордена «За заслуги перед Отечеством» II степени.

## Семья
Женат, имеет двоих дочерей.